# Ospizio Sant'Erasmo
L'Ospizio Sant'Erasmo è un edificio di ricovero di Legnano. L'ospizio originario, che venne realizzato tra il XIII ed il XIV secolo, fu demolito nel 1926. Venne sostituito nel 1927 da un edificio moderno avente la medesima funzione e lo stesso nome. Sorge a fianco dell'omonima chiesa ed è il più antico ente legnanese di beneficenza.

## Storia

### Le origini
Nello stesso luogo dove fu fondato nel Medioevo l'ospizio Sant'Erasmo esisteva probabilmente una costruzione molto antica. Le prime tracce di presenza umana in questo luogo sono infatti collegate a una tomba del III secolo a.C. trovata da Guido Sutermeister, che risale al periodo della conquista romana della pianura padana.
In epoca romana Legnano era collegata alle zone limitrofe attraverso importanti vie di comunicazione, la più importante delle quali era una strada romana costruita nel I secolo che costeggiava il fiume Olona in corrispondenza del moderno corso Sempione e che collegava l'antica Milano al Verbano, la via Severiana Augusta.
Non è quindi escluso che lungo questa via di comunicazione, già in tempi remoti, sia stato costruito un importante edificio di riferimento per i viandanti, che in epoca medievale si trasformò nell'ospizio Sant'Erasmo. Il Medioevo fu infatti percorso da intensi fermenti religiosi che portarono, tra l'altro, alla costruzione di molte chiese, santuari, monasteri e ospizi gestiti da religiosi, nonché all'indizione di crociate.
Il primo documento che cita l'ospizio Sant'Erasmo è datato 7 giugno 1290. questa testimonianza scritta si riferisce a un lascito testamentario di un mercante milanese, Paxius de Ossona, che dono parte delle sue sostanze una trentina di strutture ospedaliere dell'arcidiocesi di Milano, tra cui l'ospizio Sant'Erasmo, a cui lasciò 20 soldi. Su un altro documento è invece riportato che un anno e mezzo dopo la data del lascito testamentario, era magister dell'ospizio Sant'Erasmo un certo frate Bernabò.

### Bonvesin de la Riva e l'ospizio

L'antico ospizio Sant'Erasmo di Legnano visto da corso Sempione. Sulla destra, si riconosce la chiesa di Sant'Erasmo

Alcuni autori fanno risalire la sua origine a Bonvesin de la Riva, scrittore e poeta duecentesco che soggiornò per lungo tempo a Legnano. Sulla sua lapide mortuaria era infatti riportato che:
(Iscrizione funeraria riportata sulla tomba di Bonvesin de la Riva)
Inoltre, su un lascito testamentario del celebre scrittore e poeta lombardo che è datato 18 agosto 1304, è menzionato il desiderio di Bonvesin de la Riva di lasciare parte delle sue ricchezze ai frati dell'ospizio Sant'Erasmo. Sul testamento, in particolare, era anche riportato che Bonvesin de la Riva avesse destinato all'ospizio una donazione pari all'affitto di 100 soldi, denaro che i monaci gli corrispondevano annualmente, con l'obbligo, da parte dei religiosi, definiti nel documenti i fratres, di dedicare una messa settimanale al grande poeta duecentesco in perpetuum, cioè per sempre; ciò testimonia, tra l'altro, anche il forte legame tra l'ospizio e il poeta.
Il legame di Bonvesin de la Riva e l'ospizio Sant'Erasmo è spiegato anche dall'interesse che aveva il poeta nei confronti dei pellegrini, degli ammalati e dei luoghi di cura. Nella sua opera Vulgare de Elymosinis, che è dedicata alla carità, Bonvesin de la Riva suggerisce tre cose che dovrebbero fare ("tre cosse fazan", come scrive il poeta) i penitenti che chiedono il perdono: la devozione alla Vergine, la confessione dei peccati e l'elemosina. Inoltre, tra le azioni più importanti legate alla pietà che i penitenti dovrebbero fare, sempre secondo il poeta duecentesco, sono la visita ai carcerati, ai malati e agli infermi:
(Bonvesin de la Riva nella sua opera Vulgare de Elymosinis)

L'antico ospizio Sant'Erasmo in fase di demolizione (1926)

Per quanto concerne i malati gravi, Bonvesin de la Riva, nell'opera Vulgare de Elymosinis, sottolinea il ruolo degli ospedali, luoghi in cui le comunità religiose si prendono cura delle persone che non sono in grado di espletare i bisogni più elementari in modo autonomo e che spesso vivono in solitudine. Questi luoghi, sempre secondo Bonvesin de la Riva, sono importanti anche per i pellegrini di passaggio, dato che forniscono il ristoro a loro necessario.
Altri autori, che invece si basano su un documento conservato presso l'Ospedale Maggiore di Milano, reputano che Bonvesin de la Riva abbia solamente ampliato, restaurato o ricostruito una struttura già esistente in precedenza. Secondo questi studiosi, l'epitaffio riportante il fatto che l'ospizio sia stato fondato da Bonvesin de la Riva è stato posizionato sulla tomba solo un secolo dopo la sua morte, e ciò farebbe perdere parte della sua valenza storica, fermo restando che di questa ipotesi non esistono prove documentate.
Gli stessi studiosi aggiungono anche il fatto che, all'epoca, nell'ospizio Sant'Erasmo, non erano presenti frati dell'ordine degli Umiliati, ordine di cui faceva parte Bonvesin de la Riva: conferma di questo fatto verrebbe da una fonte dell'epoca che non elenca, tra i luoghi sede di questo ordine monastico, l'ospizio legnanese. Inoltre, in questo documento, il Notitia Cleri Mediolanensis, vengono citati i Fratres hospitalis S. Erasmi e non i Fratres Humiliati. Questa tesi è sposata, tra gli altri, anche dallo studioso Augusto Marinoni, il quale osserva che all'epoca i frati che gestivano questo tipo di strutture facevano generalmente parte dell'ordine monastico degli Agostiniani.
I documenti giunti sino a noi non chiariscono quindi i fatti che portarono alla fondazione dell'ospizio.

### L'intitolazione a Sant'Erasmo

L'antico ospizio Sant'Erasmo

L'intitolazione dell'ospizio a Sant'Erasmo di Formia, secondo gli studiosi, è legato al fatto che il santo era considerato, nel Medioevo, uno dei santi ausiliatori, ovvero faceva parte di un gruppo di quattordici santi a cui la comunità cristiana faceva riferimento in casi particolari, in genere per guarire le malattie. Per tale motivo a sant'Erasmo, come agli altri tredici santi, vennero intitolati, soprattutto nel Medioevo, ospedali e santuari.
Esiste anche una leggenda popolare che spiega l'intitolazione a sant'Erasmo dell'ospizio. Questa leggenda narra che dal monastero legnanese di Santa Caterina, improvvisamente, iniziò a svanire il cibo. Il padre superiore decise quindi di istituire un servizio di guardia che tenesse d'occhio le cucine. Il giorno dopo l'istituzione del servizio di guardia, i religiosi videro entrare dalla finestra un corvo. Il volatile, dopo aver sottratto del pane e del formaggio dalla dispensa, uscì fuori dalla finestra. I religiosi seguirono quindi il corvo fuori dal convento. I frati videro il volatile dirigersi verso un gruppo di anziani radunato intorno ad una tovaglia e dare loro il cibo rubato dalla dispensa. Per rendere grazie a Dio del miracolo, la congregazione religiosa decise di costruire un ospizio e di dedicare questo nuovo edificio a Sant'Erasmo, dato che nei pressi del luogo dove avvenne il miracolo era situata una piccola cappella intitolata al Santo. Il corvo diventò poi anche il simbolo della contrada Sant'Erasmo.

### Come stazione di sosta di una delle vie romee

La facciata dell'antico ospizio Sant'Erasmo. Si intravedono gli affreschi eseguiti dai fratelli Lampugnani tra il XIV e il XV secolo

Nel Medioevo i pellegrini che percorrevano una delle vie romee diretti a Milano avevano tra le soste anche l'ospizio Sant'Erasmo. Legnano era infatti la quarta stazione di sosta dal passo del Sempione e l'ultima prima di Milano. Da Milano i pellegrini si dirigevano poi a Roma oppure a Venezia, dove potevano imbarcarsi per la Terra santa. L'ospizio Sant'Erasmo aveva quindi funzione di luogo di ricovero, di preghiera e di cura per i viandanti, oltre che di ospedale e orfanotrofio per gli abitanti locali. L'ospizio Sant'Erasmo era forse riferimento anche per i crociati. All'ospizio era infatti possibile anche cambiare i cavalli, dato che era presente una stalla.
Nel periodo in cui l'ospizio Sant'Erasmo fu una stazione di sosta della via romea, l'Europa fu caratterizzato da un ingente movimento di persone verso la Terra santa. Questo movimento di persone portò ricchezza un po' ovunque, e Legnano non fu un'eccezione. Tale stimolo economico contribuì a far superare, ai territori un tempo facenti parte dell'Impero romano d'occidente, la profonda crisi economica e sociale causata dalle invasioni barbariche. Altra conseguenza di questo flusso costante di pellegrini fu la nascita di xenodochi e ospizi destinati all'alloggio di viandanti.
Nello specifico, questa crescita dell'economia locale toccò tutti i comparti, dall'agricoltura all'artigianato, e spinse gli abitanti di queste zone, un tempo rifugiatesi nelle campagne isolate per sfuggire alle invasioni barbariche, a cercare di nuovo l'aggregazione, con il ritorno nelle città e con la fondazione di nuovi borghi e villaggi. Tutte le classi sociali erano rappresentate da questo flusso di persone verso la Terra santa, dai ricchi, ai poveri, ai mercanti: questi ultimi, in particolare, facevano affari con gli abitanti delle zone interessate da questo fenomeno migratorio, contribuendo alla crescita economica delle aree che visitavano. In questo contesto, un ruolo importante l'ebbe anche Legnano con l'ospizio Sant'Erasmo.

### Il XV secolo: il nuovo tipo di gestione
Nel XV secolo, già diversi anni dopo la morte di Bonvesin de la Riva, Giovanni Maria Visconti, duca di Milano, aveva decretato l'accentramento delle attività di assistenza dei malati degli ospedali locali sull'Ospedale Maggiore di Milano, da poco realizzato. A questo si aggiunse una bolla papale di papa Pio II datata 9 dicembre 1456, che decretò il passaggio della gestione dei piccoli ospedali locali che si trovavano nel contado milanese e che erano guidati da comunità religiose, allo storico nosocomio milanese.

Etichetta risalente all'inizio del Novecento del vino "Colli di sant'Erasmo". Sulla parte superiore dell'etichetta, è raffigurato il moderno ospizio, quello ricostruito nel 1927

A capo dell'ospizio Sant'Erasmo venne messo Baldassarre Lampugnani, nobile locale che era diventato presidente e amministratore dell'opera pia di Sant'Erasmo: alla struttura di assistenza legnanese fu comunque garantita una certa autonomia. Nel XIV e nel XV secolo sulle pareti esterne dell'edificio principale dell'ospizio vennero realizzati dai fratelli Lampugnani alcuni affreschi che riproducevano il martirio di sant'Erasmo.
A Baldassare Lampugnani successe, nel 1477, Gian Rodolfo Vismara, ovvero il nobile più in vista della Legnano dell'epoca, nonché stimato medico, che nel borgo costruì, tra l'altro, l'omonimo palazzo, il convento di Sant'Angelo e il convento di Santa Chiara. Per quanto concerne l'ospizio, Gian Rodolfo Vismara lo ristrutturò amministrativamente, compiendo anche alcuni lavori di restauro dell'edificio e ricostruendo, nel 1490, la chiesa di Sant'Erasmo. Sempre Gian Rodolfo Vismara donò alla comunità religiosa che gestiva l'ospizio, una pregevole una pala d'altare realizzata da Benvenuto Tisi, detto "Il Garofalo", oppure ascrivibile a Cristoforo Lampugnani (l'attribuzione è dubbia), riproducente una Madonna col Bambino. Sulla sinistra della Vergine è raffigurato Sant'Erasmo, mentre a destra è stato dipinto San Magno, che è anche il santo patrono di Legnano. Gian Rodolfo Vismara morì nel 1495, e come suo successore il duca di Milano Ludovico Sforza scelse il frate umiliato Giacomo Lampugnani.
L'ospizio Sant'Erasmo continuava la sua attività anche grazie agli introiti derivanti dalla vendita del vino dei colli di Sant'Erasmo (o "Ronchi di Sant'Erasmo"). La coltivazione vinicola del quartiere di Sant'Erasmo, un tempo fiorente, entrò poi in crisi a metà del XIX secolo a causa di alcune malattie della vite In seguito a queste infezioni, verso la fine del secolo citato, la viticoltura scomparve dall'intero Alto Milanese, ed i contadini locali si indirizzarono verso produzione agricola di cereali e all'allevamento di bachi da seta. Nelle altre zone vinicole lombarde il problema fu risolto con l'innesto di specie di viti immuni alle malattie (uva americana). Gli ultimi campi dei colli di Sant'Erasmo coltivati a vite furono eliminati nel 1987 per consentire la costruzione, tra via colli di Sant'Erasmo, via Canazza e via Trivulzio, di un parcheggio a servizio dello storico e vicino ospedale civile, nel 2010 trasferito in un'altra zona di Legnano.
La vita all'interno dell'ospizio Sant'Erasmo era dettata da regole molto precise e rigide. Un documento del 29 maggio 1477 che si trova negli archivi storici dell'Ospedale Maggiore di Milano, a tal proposito, riporta che:
(Manoscritto del 29 maggio 1477 conservato presso l'Ospedale Maggiore di Milano)

### Le due visite pastorali del XVI secolo
Nel 1582 l'ospizio fu visitato da Carlo Borromeo durante un suo incontro pastorale organizzato a Legnano. Come risulta dai documenti compilati in occasione di questa visita pastorale, che sono conservati presso l'archivio diocesano di Milano, nella parte anteriore del complesso edilizio, verso la strada del Sempione, era situata la struttura ricettiva, il cosiddetto hospitale, che era costituita da un edificio a due piani in grado di ospitare fino a dodici degenti divisi per sesso.

Scorcio dell'antico ospizio Sant'Erasmo

Dietro questo fabbricato, verso i colli di Sant'Erasmo, erano presenti le abitazioni dei contadini che lavoravano per l'ospizio: in questa zona erano presenti anche gli orti e i vigneti a servizio della struttura religiosa. I vigneti, come accennato, erano coltivati con il vitigno da cui si ricavava il pregiato vino dei colli di Sant'Erasmo. Quest'ultimo, in particolare, nel 1582, era prodotto da sei vigne di circa 300 pertiche. La visita pastorale aveva anche un'altra finalità, quella di verificare l'idoneità della struttura ad adempiere la sua funzione: da quanto riportato dal documento sopramenzionato, non venne notato nessun problema, e quindi l'ospizio fu dichiarato adatto a svolgere le sue attività. Una testimonianza documentale datata 1550, quindi anteriore alla relazione compilata per la visita pastorale di Carlo Borromeo, ci riferisce che il complesso religioso era all'epoca circondato dalla campagna:
Sorte diversa si ebbe con la visita pastorale di Federico Borromeo, che è datata 13 giugno 1593. Le critiche mosse nella relazione conclusiva erano destinate alla trasparenza con cui era amministrato l'ospizio, che non venne giudicata cristallina, e alla struttura gestionale, che fu quindi modificata: in particolare venne mutata la modalità di elezione dei dodici deputati del capitolo. Ora questi deputati si sarebbero dovuti scegliere tra i cittadini di Legnano e Legnanello, sei tra i nobili e altrettanti tra il popolo: i dodici deputati sarebbero poi stati eletti dal vicario foraneo. Tra i dodici deputati erano scelti il priore, il vicepriore, il cancelliere e il tesoriere; quest'ultimo, in particolare, gestiva il denaro e i beni dell'ospizio, di cui rendeva conto compilando due registri a servizio, rispettivamente, del capitolo e del prevosto di Legnano. Nella medesima relazione compilata in seguito alla visita pastorale di Federico Borromeo era inoltre decretato che l'ospizio non poteva tassativamente prestare denaro a nessun titolo.

### Il XVII e il XVIII secolo

L'antico ospizio Sant'Erasmo di Legnano. In primo piano, sulle pareti esterne della struttura, si vedono gli affreschi dei fratelli Lampugnani, che sono stati realizzati nel XIV e nel XV secolo

Nel XVII secolo l'ospizio Sant'Erasmo continuò ad essere una struttura ricettiva che ospitava principalmente anziani indigenti e ammalati, oltre che viandanti di passaggio. Nel 1619 fu operato un ampliamento della struttura con la realizzazione di un piccolo fabbricato che era annesso all'edificio principale. Il denaro per costruire questo nuovo edificio, la cui costruzione venne diretta mastro Bartolomeo Crespi, fu recuperato mettendo in vendita alcune pregiate piante di proprietà dell'ospizio. Le finalità si erano infatti ampliate, e quindi l'ospizio aveva bisogno di una struttura più grande: l'ente aveva infatti iniziato, ormai da tempo, a distribuire pane e vino ai poveri di Legnano, anche se non ricoverati nella struttura, ed era dotato di una ruota degli esposti, ovvero di una struttura girevole che permetteva abbandonare, senza essere visti dall'interno e soprattutto di notte, i neonati indesiderati. Il personale dell'ospizio era poi avvertito del deposito del neonato nella ruota con il lancio di alcuni sassi da parte del genitore, che si teneva però a debita distanza per non farsi riconoscere, contro la porta d'ingresso della struttura. I neonati abbandonati nell'ospizio erano poi curati, battezzati sub conditione e trasferiti all'ospedale di Rho oppure alla Casa di Santa Caterina alla Ruota a Milano
L'ospizio basava il suo funzionamento sia sulle entrate dovute alle rendite agricole, che nel XVII secolo derivavano da 468 pertiche di terreno, sia sulle donazioni di privati, che provenivano principalmente dalle famiglie nobili legnanesi. A Gian Rodolfo Vismara e Baldassarre Lampugnani, che si contraddistinsero, come già accennato, nei secoli precedenti, si aggiunse, nel XVII secolo, il nobile locale Attilio III Lampugnani Visconti, che donò parte delle sue sostanze anche all'Ospedale Maggiore di Milano: Attilio III abitava in un edificio che si trovava in corso Sempione all'angolo con la moderna via Lampugnani, di cui resta solamente il voltone di ingresso. Anche in questo secolo l'ospizio mantenne la struttura amministrativa decretata dalla già citata visita pastorale di Federico Borromeo del 1593, con la gestione della struttura che era operata dal capitolo e dalla fabbriceria di San Magno. L'ospizio Sant'Erasmo non era considerato un hospitale vero e proprio e quindi non aveva, tra il suo personale fisso, medici e chirurghi: i malati erano curati da medici che provenivano dall'esterno e che erano pagati dall'ospizio, in quale provvedeva anche a reperire i medicinali.
Nel XVIII secolo, durante l'amministrazione austriaca del Ducato di Milano, l'ospizio continuò la sua funzione di struttura religiosa votata principalmente alla cura degli anziani ammalati e poveri. Nel 1792 l'imperatore d'Austria Leopoldo II d'Asburgo-Lorena decretò, grazie a una serie di provvedimenti legislativi, la netta distinzione tra gli ospedali e gli ospizi, con i primi che si sarebbero curati esclusivamente dei malati e i secondi solo degli anziani.

### Il XIX secolo: l'epoca napoleonica e l'Unità d'Italia

Sulla sinistra, l'antico ospizio Sant'Erasmo in via di demolizione (si noti la sua posizione adiacente a corso Sempione). Sulla destra si riconosce il nuovo ospizio in costruzione, poi completato nel 1927, mentre sull'estrema destra si scorge la chiesa di Sant'Erasmo

Nel 1807, in epoca napoleonica, l'ospizio iniziò ad essere amministrato da una congregazione di carità, cioè da un consiglio composto da autorità civili: queste ultime, in particolare, erano legate alla II commissione degli ospizi del distretto di Gallarate, che faceva parte del dipartimento d'Olona. Venne quindi escluso il capitolo di San Magno, cioè quell'organismo religioso locale che aveva gestito per secoli la struttura. La gestione pratica dell'ospizio Sant'Erasmo continuò però ad essere ad appannaggio delle congregazioni religiose.
L'ospizio fu ingrandito per riuscire a dare alloggio a un maggiore numero di anziani, fermo restando la sua gestione in capo alla congregazione di carità, che era sostenuta anche dal comune di Legnano. Quindi, oltre agli introiti dovuti alle rendite proprie e ai lasciti testamentari, l'ospizio ora riceveva anche fondi comunali. La congregazione di carità dell'ospizio Sant'Erasmo, in particolare, era guidata dal prefetto del dipartimento d'Olona, dal prevosto di San Magno e dal sindaco di Legnano, oltre che da altri membri scelti tra le personalità più in vista di Legnano e Legnanello, che erano nominate da Napoleone Bonaparte su proposta del ministro del culto.
Questa struttura amministrativa fu ribadita sia durante il Regno Lombardo-Veneto, che dipendeva dall'Impero austriaco, ovvero dal reame che si annetté la Lombardia dopo la caduta di Napoleone, sia dopo l'Unità d'Italia, che venne proclamata nel 1861 da re Vittorio Emanuele II di Savoia.
Verso la fine del XIX secolo diventò presidente della congregazione di carità il notaio Cesare Candiani, che sarà poi il fondatore e il primo presidente dell'ospedale civile di Legnano, struttura che sarà inaugurata nel 1903. A Cesare Candiani il comune di Legnano dedicherà poi la via che costeggia la cosiddetta "entrata vecchia" dello storico ospedale di Legnano. Candiani riuscì a convincere il sindaco di Legnano Fedele Borghi e il prevosto di Legnano Domenico Giani sulla necessità di ampliare e modernizzare l'ospizio demolendo le strutture medievali e ricostruendo ex novo il complesso edilizio: i tre, che facevano parte del comitato dell'erigendo ospedale, erano poi convinti del fatto che le due istituzioni avrebbero dovuto avere compiti distinti, con l'ospedale che si sarebbe preso in carico la cura degli ammalati e l'ospizio che avrebbe continuato a fornire l'assistenza degli anziani, fermo restando il legame tra i due, con il nosocomio che avrebbe sostenuto l'ospizio, da un punto di vista sanitario, nella cura degli anziani ammalati.

### Il XX secolo: la demolizione e la ricostruzione

Il moderno ospizio Sant'Erasmo di Legnano in una foto del 1927, poco dopo l'inaugurazione

L'obiettivo di ampliare e ristrutturare radicalmente il complesso edilizio dell'ospizio necessitava però di fondi ingenti, che arrivarono poi attraverso diversi canali. Dato che la maggior parte del denaro raccolto dalle sottoscrizioni popolari fu destinato alla costruzione dell'ospedale, l'ospizio navigava, da un punto di vista finanziario, in cattive acque e resistette fino al 1919, quando fu chiuso anche a causa delle condizioni fatiscenti in cui versavano i suoi edifici. Gli anziani ricoverati in quel momento vennero trasferiti in altri ricoveri della provincia di Milano, soprattutto a Cesano Boscone.
Poco dopo la chiusura giunsero inaspettatamente nelle casse dell'ospizio due elargizioni che diedero respiro alle finanze e che gettarono le basi per un possibile rifacimento della struttura. I due benefattori furono Cristoforo Borsani e l'imprenditore locale Febo Banfi, cofondatore della Manifattura di Legnano. A questi aggiunsero fondi donati dalla Banca di Legnano, istituto di credito che dal 1891 ricopriva, tra l'altro, anche il ruolo di tesoriere dell'ospizio: questa somma fece lievitare il patrimonio dell'ospizio a 371.229 lire, che era un importo sufficiente per realizzare l'opera di abbattimento e rifacimento del complesso edilizio. Nel frattempo era diventato sindaco di Legnano Fabio Vignati, industriale locale, che donò all'ospizio fondi finanziari propri oltre che risorse comunali. Un secondo motivo che portò alla decisione dell'abbattimento della struttura e del suo rifacimento risiedeva nella necessità del comune di Legnano di allargare la strada del Sempione: il vecchio ospizio medioevale era infatti situato troppo vicino al ciglio della strada.

Il moderno ospizio Sant'Erasmo in una foto d'epoca. In primo piano, lungo corso Sempione, si vede la tranvia Milano-Gallarate, che venne soppressa nel 1966

Nel 1923, accumulato un sufficiente capitale finanziario, anche grazie ad altre donazioni ottenute, fu deciso di abbattere la struttura medievale dell'ospizio. Sorse però un problema: salvare, perlomeno in parte, i già citati affreschi dei fratelli Lampugnani realizzati tra il XIV e il XV secolo. La maggior parte di questi affreschi fu perduta: alcune piccole parti sono state salvate trasferendole nel 1926, grazie al lavoro del pittore Gersam Turri, su un supporto di tela. Esse sono custodite all'interno della chiesa di Sant'Erasmo, presso il museo civico di Legnano e all'interno degli uffici amministrativi del vecchio ospedale della città (la chiesa di Sant'Erasmo era infatti anche sede di cappellania dell'adiacente vecchio nosocomio, che è stato trasferito nel 2010 in un'altra zona della città).
Il progetto del nuovo ospizio Sant'Erasmo, che venne realizzato nel 1924, fu stilato dagli ingegneri Angiolini di Milano e Giuseppe Moro, responsabile dell'ufficio tecnico del comune di Legnano, grazie alla consulenza dell'architetto Carlo Bianchi di Milano, già membro della commissione lombarda per la conservazione dei monumenti. Nel 1925 fu dato avvio ai lavori di costruzione del nuovo ospizio Sant'Erasmo sotto la supervisione dell'ingegner Anselmo Morganti. L'inaugurazione avvenne il 28 ottobre 1927: il risultato finale fu un edificio di architettura lombarda quattrocentesca che ricordava, per alcuni aspetti, il vecchio ospizio medievale. A proposito del suo stile architettonico, uno dei due progettisti dichiarò:
(Descrizione dell'architettura del nuovo ospizio di Sant'Erasmo fatta da uno dei suoi progettisti)

Il complesso edilizio del moderno ospizio Sant'Erasmo di Legnano in una foto d'epoca

Il nuovo ospizio venne dotato di 50 posti letto e dei relativi servizi per l'assistenza di anziani non autosufficienti. La gestione della struttura venne affidata all'ordine della carità di Santa Giovanna Antida Thouret, mentre il vicino ospedale civico forniva l'assistenza sanitaria agli anziani ammalati. In occasione dei lavori di costruzione del nuovo ospizio, venne anche restaurata radicalmente l'annessa chiesa di Sant'Erasmo: in particolare furono oggetto di ristrutturazione i muri esterni e la facciata, che venne risistemata in stile trecentesco grazie alla posa di mattoni aventi una foggia del periodo storico citato, eliminando contestualmente la precedente decorazione secentesca. Inoltre, fu costruita una lunetta che sovrasta la porta d'ingresso e venne realizzato un rosone cieco al centro della facciata, la cui struttura generale risulta essere "a capanna". La chiesa di Sant'Erasmo è infatti l'edificio di culto di riferimento per l'annesso ospizio e lo era anche, come già accennato, per l'adiacente ospedale civile prima che quest'ultimo venisse trasferito in un'altra zona della città.
Le congregazioni di carità vennero abolite con la legge n°847 del 3 giugno 1937 che contestualmente istituiva, in ogni comune italiano, un ente comunale di assistenza (E.C.A.). L'ospizio Sant'Erasmo passò pertanto al relativo ente costituito a Legnano. Un regio decreto di re Vittorio Emanuele III datato 11 ottobre 1938 decretò poi il passaggio della gestione dell'ospizio Sant'Erasmo all'ospedale civile di Legnano. Il 23 dicembre 1965 il consiglio comunale di Legnano espresse parere favorevole alla fusione statutaria tra l'ospedale civile di Legnano e l'ospizio Sant'Erasmo, parere favore che si riferiva a una precedente deliberazione del consiglio di amministrazione del nosocomio legnanese: in due enti divennero quindi un unico organismo assistenziale.
L'ospizio di Sant'Erasmo, all'inizio degli anni ottanta, ottenne dall'ospedale civile di Legnano una completa autonomia di gestione che portò poi, nel 1988, all'approvazione di uno statuto indipendente la cui funzione era quella di disciplinare l'organizzazione e il funzionamento dell'ente. Nel 1996 fu predisposto un progetto di ampliamento dell'ospizio, che iniziò a concretizzarsi il 12 gennaio 1997 con l'inaugurazione del primo fabbricato, in quale è in grado di ospitare 17 anziani, cui seguirono altri due edifici che sono stati inaugurati il 16 giugno 2002 e che accolgono, complessivamente, 40 anziani: con questi ampliamenti la capacità ricettiva totale dell'ospizio ha raggiunto i 120 letti. Nel 2003 sono invece terminati i lavori di ristrutturazione dell'edificio realizzato nel 1927 che si affaccia su corso Sempione e che è stato dotato, tra l'altro, di un centro diurno per anziani.